# Сунакстская волость
Сунакстская волость (латыш. Sunākstes pagasts) — одна из территориальных единиц Айзкраукльского края Латвии. Граничит с Сецской и Стабурагской волостями своего края и с Селпилсской и Виеситской волостями Екабпилсского края.
Крупнейшими населёнными пунктами волости являются: Сунаксте (волостной центр), Лиелсунаксте, Мазсунаксте, Пикслауки, Зилкалне.
По территории волости протекают реки: Лауце, Пикстере, Суните и Виесите. Находятся водоёмы: Мазсунактское озёро и заболоченный Шкинуский пруд.

## История
До Первой мировой войны на территории волости были земли Большого Соннактского, Малого Соннактского и Пикстернского имений и половина земельного участка Петербушской усадьбы.
В 1935 году Сунакстская волость Екабпилсского уезда занимала площадь 136,3 км², которую населяли 1965 жителей. В 1945 году были созданы Сунактский и Зилкалнский сельские советы.
После упразднения Сунакстской волости в 1949 году Сунакстский сельсовет был включён в состав Екабпилсского района. В 1967 году был переподчинён Стучкинскому (Айзкраукльскому) району. В 1954 году к Виеситскому сельсовету была присоединена территория упразднённого Зилькалнского сельсовета.
В 1990 году Сунакстский сельсовет был реорганизован в волость. В 2009 году, по окончании латвийской административно-территориальной реформы, Сунакстская волость вошла в состав Яунелгавского края.
В 2021 году в результате новой административно-территориальной реформы Яунелгавский край был упразднён, а Сунакстская волость была включена в Айзкраукльский край.